# Davide David
Davide David (Gressoney-Saint-Jean, 1929 – Gressoney-La-Trinité, 10 marzo 2020) è stato uno sciatore alpino e allenatore di sci alpino italiano.

## Biografia
Sciatore polivalente con maggior propensione alle prove veloci, Davide David debuttò in ambito internazionale in occasione del trofeo Arlberg-Kandahar 1951 (Sestriere, 8-10 marzo), dove si classificò 38º nella discesa libera e non completò lo slalom speciale; nel 1955 si piazzò 3º nella prima discesa libera del Trofeo Cervino (Cervinia, 31 marzo-1º aprile) e disputò le sue ultime gare internazionali al Grand Prix du Printemps 1958 (Val-d'Isère, 26-28 marzo), mentre in ambito nazionale ottenne l'ultimo risultato ai Campionati italiani 1960, dove vinse la medaglia di bronzo nella discesa libera. Non partecipò a rassegne olimpiche o iridate e ancor prima di terminare la carriera agonistica divenne allenatore e maestro di sci a Gressoney-La-Trinité; fondatore dello sci club Gressoney-Monte Rosa, seguì tra gli altri Giuliana Minuzzo, Franco Bieler, Wanda Bieler e Annalisa Ceresa. Negli anni 1970 fu tra i progettisti delle piste sciistiche in Corea del Sud che sarebbero state utilizzate per le gare dello sci alpino ai XXIII Giochi olimpici invernali di Pyeongchang 2018; era padre di Leonardo, a sua volta sciatore alpino.

## Palmarès

### Campionati italiani
- 5 medaglie[6]:
  - 2 ori (discesa libera nel 1953; discesa libera nel 1957)
  - 2 argenti (slalom gigante nel 1953; slalom speciale nel 1957)
  - 1 bronzo (discesa libera nel 1960)